# Fender Jazz Bass
Fender Jazz Bass je bas-gitara, koju je napravila američka tvornica Fender - godine 1960. Za razliku od bas-gitare Fender Precision Bass koji se uglavnom primjenjuje u rock glazbi, model Jazz bas postao je temeljni dio jazz glazbe.

## Povijest
Fender Jazz Bass (ili J Bass) prvi put je predstavljen 1960., godine, kao "deluxe model", s ciljem da svojom bojom tona kompletira već postojeću Fender Jazzmaster gitaru, koja je u prvotnoj ideji također predstavljena kao "deluxe model". Originalna namjera konstruktora bila je da se glazbenici na kontrabasu, potaknu, i svremenom prebace, na novi električni bas, koji je zbog svojih manjih dimenzija bio prihvatljiviji u praktičnoj upoterbi. 
Jazz Bass je imao dva jednostruka elektromagneta, što polučuje duplo pokrivanje zvukom ispod žica. To basu automatski daje jači ton visokih frekvencija, koje su se sada mogle nositi s Rickenbacker basom, proizvedenim 1957., godine, i koji je slovio do tada kao 'apsolutni' bas. Za razliku od njega J Bass ima daleko simetričnije tijelo, poznato kao "Offset Waist Contour" tijelo.
Dalje, J Bass ima dva potenciometra za glasnoću i ton kontrolu za svaki elektromagnet. Instrument s ovako složenom konfiguracijom i danas je vrlo cijenjen na tržištu gitara.
Jazz Bass bio je drugi model električnog basa koji je stvorio Leo Fender. Fender Jazz Bass se razlikuje od Fender Precision Bass-a (prvi model) u tome što ima svjetliji srednji ton, i opčenito puno manji naglask na temeljnu bas harmoniju. Zbog toga je pogodan za onu vrstu glazbenika koji žele biti više "naprijed", u mix špici, (uključujući i manje sastave, kao što su trio). Specifični ton Fender Jazz Bass gitare bio je temeljni zvuk u razvoju popisa zvukova u određenim glazbenim žanrovima, kao što su: funk, disco, blues, metal i jazz fuzija.

## Konstrukcija
Modeli Fender Jazz Bass gitare su prizvedeni od kvalitetne johe, ili jasena za tijelo, te tankim "C"sharpe modelom vrata od javora. Na tijelu se nalaze dva American Standard Jazz Bass jednostruka elektromagneta, jedan bliže mostu, a drugi bliže vratu gitare. Shema spajanja je kao i kod Precision Bassa, samo s posebnim potenciometrima za glasnoću i ton. Prva razlika u odnosu na Presision Bass je u obliku tijela gitare, a druga je uži vrat Jazz Bass-a (1 1/2" u odnosu 1 3/4"). Brojne estetske promjene su napravljene na svim modelima baseva kada je 1965., godine, korporacija CBS preuzela tvrtku Fender. Kasnije, 1985., godine Bill Schultz uspio je otkupiti nazad vitalne pogone od CBS-a i nastavio je tradiciju izrade kvalitetnih gitara, kao i prijašnju praksu uvažavanja mišljenja i glazbenika, kao krajnjih korisnika proizvoda.
Tijekom 1965./'66., godine, prvi puta je na vratu Jazz Bass primijenjen palisander za hvataljku s pearloid oznakama (koje je zamijenio stariji "clyne" stilu iz ranih '60-tih), i 'oval-shaped' mašinice na glavi vrata.  
Jazz Bass ima sjajan zvuk, puno svjetliji od Precision Bass-a. To ga čini idealnim za slap ili finger stil sviranja. Ovaj sjajan ton je prisutan zbog te činjenice što postoje dva elektromagneta na različitim točkama u nizu na dužini, gdje elektromagnet bliži mostu daje ton s puno više visokih tonova, dok elektromagnet bliži vratu specijalizira sve boje tonova u jednu kompletnu boju. Sposobnost da se potenciometar glasnoće uklopi u oba elektromagneta omogućava širi niz tonova nego što može proizvesti Precision Bass. Elektromagneti su RWRP (obrnuti polaritet) jedan spram drugoga, tako da se sve primjese šumova pri punoj glasnoći obadva elektromagneta neprimjećuje. Ta mogućnost dolazi do punog izražaja ako su oba elektromagneta pod punom glasnoćom, gdje se tada stvara tzv., klasični 'scooped' zvuk. U biti to je mješavina zvukova iz oba elektromagneta koji se preklapju npr., kod gitare Fender Stratocaster. Takav stil sviranja možemo vidjeti u nastupima Marcus Millera i Will Leea. Vjerojatno je takav stil, i pristup samom instrumentu, razlog zašto je posljednjih godina postalo prilično popularno dodati aktivni 'on-board EQ' s posebnim ugrađenim prekidačem na Jazz basevima.

## Ostali modeli
- Fender "Deluxe" Jazz Bass na tržištu je dostupan kao: 4-žičani, 5-žičani, s pragovima i bez pragova i model za ljevoruke svirače. Između 1995., i 1999., godine 'deluxe serija' je bila opremljena s dva "single-pole" elektromagneta, koje je dizajnirao John Suhr. Nedugo su isti bili zamijenjeni kvalitetnijim Vintage Noiseless Ceramic Noiselessom Billa Turnera s elektromagnetima s dvostrukom jezgrom (pozlaćeni na nekim modelima), sve do pojave dizajna Bill Lawrence i njegovog dizajna Samarium Cobalt u seriji od 2004., godine. Sljedeće novine su vidljive na težnji fenderovih konstruktora u promjeni veličine tijela i vrata gitare. Tako dolazi do modela koji imaju aktivni 'pre-amp' s 3EQ, a umjesto jednog pasivnog volumen potenciometra sada imamo odvojene ekvilajzer kontrole za više i niže bas tonove, i poseban potenciometar za srednje tonove. Modeli poznati kao Jazz Bass Deluxe iz 1995., godine, preimenovani su 1998., godine u American Deluxe Jazz Bass i imaju novinu kao: električno napajanje od 18V (neki modeli), 22. polja na vratu gitare, i novo dizajniranu ploču na tijelu gitare pričvršćenu s 9. vijaka.

- Meksička Deluxe Jazz Bass Activna bas-gitara u sebi objedinjuje mnoge značajke American Deluxe modela, i tradicionalnog Standard Jazz Bass-a. Oblik tijela je 'vintage-style'. Hvataljke vrata 4-žičanog basa je od palisandera i ima 20. polja, dok su 5-žičanim basevima hvataljke vrata od pao ferro drveta. Oni također kao i American Deluxe Jazz Bass imaju aktivni sklop i napajanje od 9V. Na tijelu bas-gitare su dva ceramic Noiseless Jazz Bass elektromagneta s dvostrukom jezgrom. Modeli Custom Classic (Kastum Klasik) su urađeni po vjernom uzoru na Fender Custom Shop modele, tako da su praktično na granici između American Vintage i Fender American Deluxe serije. Radi se o kvalitetno urađenim bas-gitarama koje možemo naći u primjerima: 34 inča = 864mm za dužinu skale, joha ili jasen za tijelo bas-gitare, i s modernim 'oval C-shape' oblikom od javora za vrat gitare. Serija Kastum klasik dolazi kao 4-žičana, i 5-žičana gitara s 21. 'midium jumbo' poljem na vratu, i kao takav model je: urađen, sastavljen i finiširan u tvornici Ensenada,[1] Baja California u Mesiku, zajedno s drugom Standard Jazz Bass serijom bas-gitara. Dalje, 5. decembra 2008. godine, model Standard Jazz Bass je obnovljen po najnovijoj zamisli CBS korporacije. Uočene novine su: trodjelna ploča, tonirana boja vrata gitare od palisandera. Zatim, primjetno je odlično rješenje za trokutaste oznake na hvataljci vrata gitare, koje su po novome od javora. Ovaj model je dostupan i u verziji bez pragova, s 20. umetnutih bijelih markera na rubu hvataljke od palisandera. Ostale značajke uključuju dva bi-polna jednostruka elektromagneta, te povratak crnim bakelitnim kapicama na potenciometrima. Modeli proizvedeni prije 2003., godine, imali su kao i Fender Stratocaster crne kapice na potenciometrima. Na kraju treba istaknuti i 5-žičane modele predstavljene 1992., godine, s pao ferro, ili palisenderovom hvataljkom. Novina su još i Gotoh mini mašinice na glavi vrata.

## Poznati glazbenici
| - Marcus Miller - Adam Clayton - Frank Bello - Darryl Jones - Klaus Flouride - John Paul Jones - Victor Bailey - Greg Lake | - Ron Blair - Michael Peter Balzary - Larry Graham - Will Lee - Geddy Lee - Jaco Pastorius - Guy Pratt - Alan Morton | - Dave Pegg - Noel Redding - Timothy B. Schmit - Christopher Wolstenholme - Tim Commerford - Fran Sheehan - Mark Hoppus |

## Vanjske poveznice
- Fender Jazz Bass Products Page  Arhivirana inačica izvorne stranice od 10. ožujka 2010. (Wayback Machine)